# Anne Kathrine Slungård

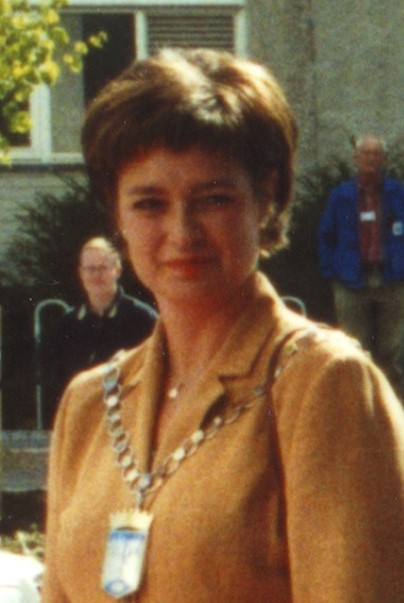
Anne Kathrine Slungård, 2000

Anne Kathrine Slungård (* 14. Januar 1964 in Meråker) ist eine norwegische Politikerin der konservativen Partei Høyre. Sie war von 1998 bis 2003 Bürgermeisterin der westnorwegischen Stadt Trondheim.

## Leben
Nachdem sie bereits seit 1992 Mitglied im Stadtrat von Trondheim war, wurde sie am 1. April 1998 zur Bürgermeisterin der Stadt gewählt. Sie blieb bis zum 9. Oktober 2003 im Amt. Dazwischen wurde sie von August 2001 bis Juni 2002 vertreten. Bei ihrer Wahl zur Bürgermeisterin war sie 34 Jahre alt und Slungård war damit nach ihrer Wahl die jüngste Person, die das Bürgermeisteramt in Trondheim innehatte.
Slungård trat bei den Parlamentswahlen 1997, 2001, 2009 und 2013 im Wahlkreis Sør-Trøndelag an, wobei ihr jeweils nicht der direkte Einzug ins Parlament gelang. Sie wurde stattdessen Vararepresentantin, also Ersatzabgeordnete. Als solche kam sie an insgesamt 23 Tagen zum Einsatz.
Ab 2003 fungierte Slungård als stellvertretende Vorsitzende des Norwegischen Skiverbands. In der Zeit zwischen 2004 und 2005 war sie Kommunikationschefin bei SINTEF, einer norwegischen Forschungsorganisation mit Hauptsitz in Trondheim. Zudem war sie Vorsitzende der Betriebsversammlung von Statoil und ab 2007 Mitglied im Vorstand von Siemens in Norwegen. Dort übernahm sie den Posten als Vorstandsvorsitzende, nachdem ihr Vorgänger Hans Lødrup wegen Korruptionsvorwürfen zurückgetreten war.
Von 2017 bis 2019 arbeitete sie in der Position Rådmann, also als Verwaltungschefin, der Kommune Stjørdal. Im Frühjahr 2020 übernahm sie die Leitung des Trondheim Symfoniorkesters.

## Privates
Slungård ist verheiratet und hat vier Kinder. Zwei der Kinder stammen aus ihrer ersten Ehe.